# 迪瓦马尼
拿督斯里迪瓦马尼（羅馬化：Tēvamaṇi kiruṣṇacāmi；1957年9月10日—），马来西亚政治人物，曾经担任马来西亚首相署副部长，彭亨州金马仑高原国会议员，霹雳州立法议会议长和印度国大党署理主席。

## 背景
1957年9月10日，迪瓦马尼出生于马来西亚霹雳州吉輦縣新芒魏，早年在太平爱德华七世小学和中学接受教育。

## 政治生涯
2004年大选时，时任怡保市议员的迪瓦马尼跨区参选新创的彭亨州金马仑高原国会议席，民主行动党则派出亚巴拉三美（Apalasamy Jataliah）对阵。最终迪瓦马尼以6,260张多数票胜出。
2008年大选时，行动党继续委派该党彭亨州署理主席亚巴拉三美对阵迪瓦马尼。此届大选反风强盛，国大党在全国只赢得三个国会议席，金马仑高原便是其中之一。迪瓦马尼虽然成功蝉联，但多数票却减半至3,117张。随后时任首相阿都拉·巴达威于3月18日进行内阁重组，迪瓦马尼受委为首相署副部长。
2013年大选时，迪瓦马尼转战霹雳州和丰国会议席，惟以2,793张多数票不敌以公正党旗帜上阵的社会主义党候选人再也古玛。6月28日，迪瓦马尼以31张支持票对28张反对票当选霹雳州议长。2015年11月6日，迪瓦玛尼在国大党党职重选中，以17票之差险胜青年及体育部副部长沙拉瓦南，成为新任国大党署理主席。2016年6月27日，迪瓦马尼以上议员身份，再度出任首相署副部长，他也为此辞去霹雳州议长一职。
2018年大选时，迪瓦马尼再次竞选和丰国会议席，惟最终以5,607张多数票败给人民公正党候选人柯沙文。

## 争议
2007年11月25日，兴都权益行动委员会在吉隆坡街头动员三万余人参与大集会，以表达印裔社群遭边缘化的不满。迪瓦马尼曾在当天接受半岛电视台采访时否定了大集会的正当性，抨击示威者玩弄敏感的宗教课题，但隔日他在国会辩论时却表示大集会反映了政府对印裔底层群众的政策失败。该言论招致时任首相署部长纳兹里的斥责，要求他退出国大党以示对政府不满。然而国大党主席三美威鲁却为他暖颊说，迪瓦马尼只是一时“疏忽大意”才让此番言论冲口而出。